# Caetés
Pour la ville, voir Caetés (Pernambouc).

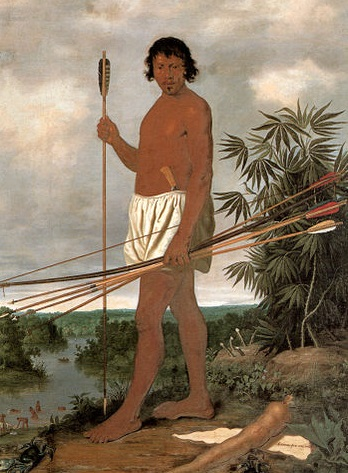
Caetés ,peuple autochtone qui habitait la région de Pernambouc

Les Caetés (Kaeté) étaient un peuple brésilien de langue tupi-guarani.

## Présentation
Les Caetés étaient un peuple autochtone qui a habité le littoral brésilien(La région de Pernambouc) entre l'embouchure du Rio São Francisco et l'île d'Ilha de Itamaracá à l'embouchure du Paraïba, sur une surface limitée au nord par les terres des Potiguaras et au sud par les Tupinambas avant l'arrivée des Européens au XVIᵉ siècle. 
Ils étaient principalement agriculteurs et éleveurs de bétail, cultivant du maïs, des haricots, du manioc et d'autres cultures. Les Caetés étaient également habiles dans la fabrication d'outils en pierre et en bois, ainsi que dans la poterie. 
Leur société était organisée en tribus, avec des chefs élus parmi les membres les plus respectés de la communauté. La religion des Caetés était centrée sur la vénération des forces de la nature et des ancêtres, et ils célébraient des rituels saisonniers pour marquer les changements dans leur environnement. Malgré leur mode de vie et leur culture distinct, les Caetés ont été impliqués dans plusieurs révoltes contre les colons portugais au cours des XVIe et XVIIe siècles.  

## Histoire
Au début du XVIe siècle, les Portugais ont commencé à explorer la côte brésilienne et à établir des comptoirs commerciaux. En 1534, le roi du Portugal a divisé le Brésil en quinze capitanias, ou colonies, et a accordé des concessions de terre à des nobles portugais. Pernambouc était l'une de ces capitanias.
L'arrivée des Portugais a entraîné un conflit entre les Caetés et les colons, qui cherchaient à exploiter les ressources naturelles de la région. Les Caetés ont été impliqués dans plusieurs révoltes contre les Portugais au cours des XVIe et XVIIe siècles, notamment sous la direction de chefs tels que Arcoverde ou Felipe et Clara Camarão. En 1554, les Caetés ont mené une révolte contre les Portugais, détruisant des établissements portugais et tuant plusieurs colons.
Les Portugais ont réagi en envoyant une expédition punitive, qui a dévasté le territoire des Caetés et a capturé leur chef, Arcoverde. Arcoverde a été décapité en public, et sa tête a été exposée dans une cage en métal pour dissuader d'autres rébellions. En 1567, les Caetés ont participé à une révolte plus large contre les Portugais, connue sous le nom de Guerre de l'Indépendance. Cette révolte a impliqué plusieurs groupes autochtones et s'est étendue sur une grande partie du nord-est du Brésil. Les Caetés ont joué un rôle important dans cette révolte, mais elle a finalement été écrasée par les Portugais en 1570.
Les Caetés ont été soumis à une pression croissante de la part des colons, qui ont défriché les terres et détruit les ressources naturelles de la région. Au fil du temps, leur population a diminué, et ils ont été intégrés de force à la société coloniale, perdant leur langue et leur culture d'origine.
Les Caetés ont également été victimes de diabolisation par les colons portugais, qui les ont accusés de pratiquer le cannibalisme rituel et de dévorer le premier évêque du Brésil, Dom Pedro Fernandes Sardinha, dont le navire a fait naufrage sur les côtes de l'embouchure du Rio Coruripe avec cent autres passagers. Cette accusation a été utilisée pour justifier la persécution implacable des Caetés et leur extermination ultérieure.